# ハメリン・ド・ワーレン
サリー伯ハメリン・ド・ワーレン（Hamelin de Warenne, Earl of Surrey, 1130年ごろ - 1202年5月7日）は、イングランド貴族。イングランド王ヘンリー2世の異母兄弟である。

## 出自
ハメリンはアンジュー伯ジョフロワ5世の庶子として生まれた。したがってイングランド王ヘンリー2世の異母兄弟であり、リチャード1世とジョン王の叔父であった。

## 結婚と子女
ヘンリー2世は、第4代サリー女伯イザベル・ド・ワーレンとの結婚をハメリンに命じた。イザベルは、イングランドで最も裕福な相続人の一人であったウィリアム・オブ・ブロワの未亡人であった。結婚は1164年4月に行われた。その後、ハメリンはワーレン伯（これは慣習的な呼称であり、厳密にはサリー伯と同義である）と認められ、子女とともにワーレン姓を名乗った。妻との間には、以下の1男3女が生まれた。
- ウィリアム（1166年 - 1240年） - 第5代サリー伯[6]
- アデラ（1170年ごろ - ?） - ロバート・ド・ニューバラと結婚、ウィリアム・フィッツウィリアム・オブ・スプロットボローと再婚[6]。従兄弟ジョン王[注釈 1]の愛人であり、ジョン王との間にチルハムの領主リチャード・フィッツロイ（英語版）を産んだ[7]。
- イザベル - 第5代ポンテフラクト男爵ロバート・ド・レイシーと結婚、ペヴェンジー領主ギルバート・ド・レーグルと再婚[6]
- マティルダ（モード） - ウー伯アンリ2世と結婚、ヴァルモン領主ヘンリー・ド・ストゥートヴィルと再婚[6]

## 経歴
ハメリンはヘンリー2世、そしてその息子で後継者であったリチャード1世、およびジョン王の宮廷で有名な人物であった。ハメリンのイングランドにおける領地は、ヨークシャーのコニスバラ城を中心としており、この城はハメリンが再建した城であった。また、サリー伯領の「3分の1ペニー」の権利（領内の裁判所で課される罰金の3分の1を受け取る権利）を保持し、ノルマンディーのモルテメール城とベランコンブル城も支配していた。
1164年、ハメリンはカンタベリー大司教トマス・ベケットの告発に加わったが、ベケットが暗殺された後、聖人ベケットの力によって失明が治癒したと伝えられ、ベケットの聖性を深く信じるようになった。1176年、ハメリンは姪のジョーンを結婚式のためにシチリア島まで護衛し、ジョーンはシチリア王妃となった。
ハメリンはヘンリー2世の治世の後期に、多くの貴族が離反する中で忠誠を貫き、ヘンリー2世の長男であり自身の甥でもあるリチャード1世の側近であり続けた。リチャード1世が第3回十字軍に出征している間、ハメリンは摂政ウィリアム・ロンシャンの側に立った。ハメリンは1194年のリチャード王の第2回戴冠式と1199年のジョン王の戴冠式に出席した。

## 死
ハメリンは1202年に亡くなり、サセックスのルイス修道院の参事会堂に埋葬された。息子の第5代サリー伯ウィリアム・ド・ワーレンが伯位を継承した。